# Glenea balingiti
Glenea balingiti är en skalbaggsart som beskrevs av Hüdepohl 1996. Glenea balingiti ingår i släktet Glenea och familjen långhorningar.
Artens utbredningsområde är Filippinerna. Inga underarter finns listade i Catalogue of Life.